# Saison 5 de Drop Dead Diva
Chronologie
Saison 4 Saison 6
Cet article présente le guide des épisodes de la cinquième saison de la série télévisée Drop Dead Diva.

## Généralités
- La saison est diffusée depuis le 23 juin 2013 sur Lifetime aux États-Unis.
- Au Canada, elle est diffusée depuis le 1er septembre 2013 sur Lifetime Canada[1].
- En France, elle est diffusée depuis le 29 décembre 2013 sur Téva et à partir du 21 janvier 2014 sur M6.
- Au Québec à partir du 28 mai 2014 sur Séries+.

## Distribution

### Acteurs principaux
- Brooke Elliott (VF : Virginie Méry) : Jane Bingum (habitée par Deb Dobkins)
- Margaret Cho (VF : Julie Turin) : Teri Lee
- Jackson Hurst (VF : Jean-François Cros) : Grayson Kent
- Kate Levering (VF : Barbara Delsol) : Kim Kaswell
- April Bowlby (VF : Chloé Berthier) : Stacy Barrett
- Lex Medlin (VF : Guillaume Lebon) : Juge Owen French
- Justin Deeley (en) (VF : Fabrice Trojani) : Paul, nouvel ange[2]

### Acteurs récurrents et invités
- Gregory Alan Williams (VF : Med Hondo) : Juge Warren Libby (4 épisodes)
- Kenny Alfonso (VF : Matthieu Albertini) : Joe Cummings (4 épisodes)
- Marcus Lyle Brown (VF : Stéphane Fourreau) : Paul Saginaw (4 épisodes)
- Mike Pniewski (VF : Denis Boileau) : Amos Hanson (épisode 1)
- Carter MacIntyre (en) (VF : Jérémy Prévost) : Luke Daniels[3] (épisode 1)
- Natalie Hall (VF : Olivia Luccioni) : Britney[4] (épisodes 1 et 2)
- Michael Burgess (VF : Jean-Baptiste Anoumon) : Carl Wentworth (épisode 1)
- Jeff Rose (VF : Tanguy Goasdoué) : Doug Resnick (épisode 2)
- Annie Ilonzeh (VF : Barbara Kelsch) : Nicole[4] (épisodes 4 et 5)
- Michael E. Knight (en) : Charles Van Horn[5] (épisode 4)
- Sandra Bernhard : Juge Ada Brown[6] (épisode 5)
- Brigid Brannagh : Molly Hagen[7] (épisode 5)
- Jaime Ray Newman (VF : Anne Dolan) : Vanessa Hemmings[2] (épisode 6)
- Jordan Wall (en) : Brad Pines[8] (épisode 6)
- Josh Randall : Stuart Kane[8] (épisode 6)
- Reiko Aylesworth : June Frazier (épisode 6)
- John Ratzenberger : Larry Kaswell, père de Kim[2] (épisode 7)
- Trevor Donovan : Keith[9] (épisode 8)
- Wallace Langham : Lester Tuttle (épisodes 8 et 9)
- Rhoda Griffis (VF : Pauline Larrieu) : Paula Dewey (épisode 9)
- Sharon Lawrence (VF : Céline Monsarrat) : Bobbie Dobkins, mère de Deb (épisode 12)
- Faith Prince (en) (VF : Brigitte Aubry) : Elaine Bingum, mère de Jane (épisode 13)
- Rebecca Mader : Mistress Robin[10] (épisode 13)

## Épisodes

### Épisode 1:Résurrection
- États-Unis : 23 juin 2013
- France : 
  - 29 décembre 2013 sur Téva
  - 21 janvier 2014 sur M6
- Québec : 28 mai 2014 sur Séries+

- États-Unis : 2,15 millions de téléspectateurs[11]

- Natalie Hall (Britney/Jane)
- Holley Fain (Wendy Berg)
- Shane Callahan (Kevin Jacobs)
- Aaron Farb (Alex Gray)
- Gary Hudson (Walter Clark)
- Mike Pniewski (Amos Hanson)

Jane recherche désespérément Owen, qui a disparu après qu'il a vu son baiser avec Grayson juste avant leur mariage. Luke raconte à Jane que "l'ancienne Jane" est de retour sur terre et pourrait être dans le corps de n'importe qui, même celui d' Owen. Jane représente un père désespéré qui tente de sauver son fils de huit ans qui se bat contre la maladie de lymphoïde à cellules T alors que son traitement est brusquement arrêté par une compagnie pharmaceutique. Pendant ce temps, Kim prend le cas d'une femme dont l'ex-petit ami postait des photos d'elle nue sur un site web consacré à la vengeance d'ex petits amis. 

### Épisode 2:La Vraie Jane
- États-Unis : 30 juin 2013
- France : 
  - 29 décembre 2013 sur Téva
  - 22 janvier 2014 sur M6
- Québec : 4 juin 2014 sur Séries+

- États-Unis : 2,14 millions de téléspectateurs[12]

- Justin Deeley (Paul)
- Natalie Hall (Britney/Jane)
- Lee Tergesen (Sid Penar)
- Geo Kaiser (Matthew Thomas)
- Frances Mitchell (Janice Rivlin)
- Jeff Rose (Doug Resnick)
- Nick Gomez (Scott Moore)

Jane/Deb se retrouve à travailler côte à côte avec "l'ancienne Jane", qui est revenue sur terre dans le corps d'un mannequin, Britney, qui s'est tuée en se cognant la tête, au moment où l'esprit de l'ancienne Jane appuyait sur le bouton "retour". Ensemble, elles doivent innocenter un homme condamné à mort que l'ancienne Jane devait innocenter le jour où elle est morte. De son côté, Grayson travaille avec Kim pour permettre à un vendeur de matelas de continuer à travailler déguisé en drag queen pour faire de meilleures ventes. Le juge n'est autre qu'Owen qui fait ressentir à Grayson son amertume.

### Épisode 3:Jamais plus comme avant
- États-Unis : 7 juillet 2013
- France : 
  - 5 janvier 2014 sur Téva
  - 23 janvier 2014 sur M6
- Québec : 11 juin 2014 sur Séries+

- États-Unis : 2,164 millions de téléspectateurs[13]

- Barbara Corcoran (Elle-même)
- Kinna McInroe (Pam Bendall)
- Erin Beute (Cassie Newsome)
- Hayden Blane (Amy DeMarco)

Jane se réveille à côté d'un homme dans son lit, qui n'est autre que Paul, son ange gardien. Agacée par son comportement, elle retrouve Stacy dans le salon où cette dernière lui annonce être fatiguée par son travail à la Bisarterie et qu'elle prend un jour de congé afin de participer à une conférence de femmes d'affaires. Pendant ce temps Kim, à la tête du cabinet, reçoit la visite d'une mère porteuse qui n'a plus de nouvelle des futurs parents, qui sont restés anonymes. Kim souhaite retrouver les parents grâce à l'avocate de sa cliente qui est à l'origine du projet.
De son côté, Jane vient en aide à une femme dont le fiancé a rompu les fiançailles pour partir avec sa dentiste. Jane le prend très mal et voit cette affaire comme une mauvaise blague de Kim. Celle-ci lui apprend alors que ce n'est pas elle qui lui a confié cette affaire mais le tout nouveau patron et associé de la boîte, Owen.
Durant son affaire, Jane veut plaider pour la détresse émotionnelle, plus que poussée par Owen. Cependant la juge ne veut pas en entendre parler et cherche juste les préjudices remboursables. 
Pendant ce temps, elle aide Grayson et Kim à retrouver les parents biologiques qui ont été arnaqués par la même avocate qu'Amy. 
C'est alors qu'Amy perd les eaux au milieu du cabinet.
Stacy de son côté reçoit une offre d'achat pour sa bisarterie de la part d'une femme d'affaires rencontrée à la conférence. Jane réussit à faire appliquer les lois d'Hawaï dans son affaire, là où la demande de mariage a été effectuée, afin de pouvoir faire rentrer les dommages émotionnels en jeu. Elle rencontre ensuite Paul au tribunal et lui propose de vivre avec elle et Stacy. Kim, en dénonçant la fraude de l'avocate, a rendu l'adoption du bébé de Amy illégale, et les services sociaux lui prennent son enfant à l'hôpital.
Owen demande à laisser la cliente de Jane la récuser elle ainsi que le cabinet, afin de pouvoir plaider elle-même sa détresse devant le tribunal. Jane comprend alors tout le mal qu'elle a infligé à Owen. Kim trouve le moyen de rendre Amy mère biologique de l'enfant, rendant donc possible l'adoption. Stacy finit par vendre sa Bisarterie.

### Épisode 4:Au nom de la réussite
- États-Unis : 14 juillet 2013
- France : 
  - 5 janvier 2014 sur Téva
  - 24 janvier 2014 sur M6
- Québec : 18 juin 2014 sur Séries+

- États-Unis : 2,102 millions de téléspectateurs[14]

- Annie Ilonzeh (Nicole Hamill)
- Michael E. Knight (Charles Van Horn)
- Jennifer Massey (Principal Daly)
- Celeste Roberts (Marlena Jenson)
- Marcus Lyle Brown (Paul Saginaw)
- Cody Sulek (Nick Jenson)
- Hope Allen (Carol Van Horn)

Jane tente d'éviter Owen au bureau mais Kim leur confie une affaire. Ils doivent défendre un adolescent accusé de triche. Le jeune homme risque de perdre sa bourse d'études et d'être renvoyé. Pendant qu'ils mènent l'enquête, leur collaboration fait remonter à la surface le ressentiment d'Owen et la culpabilité de Jane. Elle espère que son ex-fiancé lui accorde son pardon, ce qui n'est pas gagné. Grayson quant à lui ne sait pas comment attirer l'attention de Jane alors il demande conseil à Stacy. 
Pendant ce temps, Jane sent que Stacy lui cache quelque chose et elle se reproche de ne pas être suffisamment à son écoute. A sa demande, son ange gardien Paul suit sa meilleure amie et conclut qu'elle aurait soit une autre meilleure amie, soit qu'elle serait homosexuelle. Jane tente de parler à Stacy qui évite d'aborder la question. Elle lui demande de lui rendre service pour son affaire.
De leur côté, Grayson et Kim doivent défendre un couple poursuivi par leur voisin pour des dommages et intérêts de 250 mille dollars. Le motif de la plainte : la copulation de leur chien avec la chienne des voisins aurait diminué la valeur de vente de leur animal. Une vidéo-surveillance des plaignants atteste les faits. L'affaire semble mal partie. Grayson plaide l'attirance nocive puisque la chienne en chaleur n'a pas été attachée par ses propriétaires. Malheureusement l'argument est refusé par la juge. L'expert des concours canins appelé à la barre atteste des imperfections de la chienne, néanmoins son professionnalisme est discrédité par la partie inverse. Dans l'impasse, Kim et Grayson se demandent s'il ne vaudrait pas mieux négocier.
Ensuite, Jane et Owen finissent par démanteler le système de vente de drogue que la directrice d'établissement avait mis en place avec la complicité du concierge pour améliorer les résultats de ses élèves en année de préparation aux examens d'entrée en faculté. Le service de contrôle maintient sa bourse et la directrice est arrêtée par le procureur, tandis que le concierge disparaît dans la nature.
Enfin, Stacy annonce à Jane son désir de devenir mère et Jane lui fait part de son soutien.
Finalement, en épluchant les factures et les suivis vétérinaires, Kim découvre que la voisine s'occupe de la chienne à laquelle elle est attachée tandis que son mari veut la vendre. Ainsi appelée à la barre par Kim, celle-ci avoue avoir volontairement ouvert sa barrière pour que la chienne soit en gestation, et par conséquent qu'elle ne puisse pas être vendue par son mari. L'affaire est résolue.

### Épisode 5:Vies secrètes
- États-Unis : 21 juillet 2013
- France : 
  - 12 janvier 2014 sur Téva
  - 27 janvier 2014 sur M6
- Québec : 25 juin 2014 sur Séries+

- États-Unis : 2,202 millions de téléspectateurs[15]

- Sandra Bernhard (Juge Ada Brown)
- Annie Ilonzeh (Nicole Hamill)
- Derek Smith (Scott Reynolds)
- Brigid Brannagh (Molly Hagen)
- Gregory Alan Williams (Juge Warren Libby)
- John Posey (Franklin Rhodes)
- Lynn Cole (Tamra Rhodes)

Parti au Canada, Jay Parker a laissé tomber Kim pour Elisa et son fils. Il propose de l'argent à Kim qui refuse. Celle-ci se retrouve à mener le cabinet d'avocat seule. Son nouvel associé, Owen, tente de démarcher une équipe sportive et il choisit de travailler avec Jane. Celle-ci espère qu'il lui pardonnera et lui donnera une seconde chance mais elle multiplie les gaffes lors de l'entretien. Jane décide de défendre Scott, un sportif de l'équipe, accusé du meurtre de sa petite amie. Elle espère ainsi impressionner Owen et faire entendre l'innocence de son client. Tout semble pourtant l'incriminer au tribunal pénal. Grâce à Teri, Jane prouve l'innocence de son client mais Scott se retrouve viré de l'équipe. Owen, qui représente désormais l'équipe, se retrouve confronté à Jane au tribunal civil. Finalement, elle fait la lumière sur cette affaire et elle innocente son client. Owen s'excuse d'avoir mélangé univers personnel et professionnel.
Pendant ce temps, Kim défend Molly à qui elle s'identifie mais elle engendre des problèmes malgré elle. Sa cliente verse une pension alimentaire à son ex-mari Georges. En vérifiant les comptes, elle apprend qu'il a touché le jackpot au casino et a dissimulé ses gains à son ex-femme en prétendant ne pas avoir de ressources. Finalement, l'avocate négocie pour que Molly arrête de verser une pension alimentaire et qu'elle touche la moitié des gains qu'il a perçus lorsqu'ils étaient encore mariés.
Grayson et la nouvelle secrétaire de Kim passent du temps ensemble.

### Épisode 6:Trio
- États-Unis : 28 juillet 2013
- France : 
  - 12 janvier 2014 sur Téva
  - 28 janvier 2014 sur M6
- Québec : 2 juillet 2014 sur Séries+

- États-Unis : 2,153 millions de téléspectateurs[16]

- Josh Randall (Stuart Kane)
- Jaime Ray Newman (Vanessa Hemmings)
- Reiko Aylesworth (June Fraizer)
- David Berman (Hank Spencer)
- Annie Quinn (Beth Ryan)
- Jordan Wall (Brad Pines)
- Cynthia Barrett (Juge Freeland)

### Épisode 7:Reines de beauté
- États-Unis : 4 août 2013
- France : 
  - 19 janvier 2014 sur Téva
  - 29 janvier 2014 sur M6
- Québec : 9 juillet 2014 sur Séries+

- États-Unis : 2,153 millions de téléspectateurs[17]

- Annie Ilonzeh (Nicole Hamill)
- Abigail Klein (Donna Andrews)
- Michelle Ang (Lanfen)
- Ed Marinaro (en) (Peter Bronson)
- Brian Patrick Clarke (Curtis Hunter)
- Victor McCay (Juge Halloran)

### Épisode 8:Mariage à la mexicaine
- États-Unis : 11 août 2013
- France : 
  - 19 janvier 2014 sur Téva
  - 30 janvier 2014 sur M6
- Québec : 16 juillet 2014 sur Séries+

- États-Unis : 2,46 millions de téléspectateurs[18]

- Moira Kelly (Cindy Kasper)
- James Martinez (Luis Vega)
- Marcus Coloma (Robert Medina)
- Trevor Donovan (Keith)
- Jon Lindstrom (Professeur Sharf)
- Jessie Ward (Emma)
- Wallace Langham (Lester Tuttle)

Kim et Grayson représentent l'écrivain d'un roman érotique qui revendique qu'une grande maison d'édition a plagié son roman en ligne. Kim perd les eaux pendant le procès et doit présenter ses arguments via une webcam à partir d'un lit d'hôpital alors qu'elle est en travail.
Jane représente un fiancé qui est arrêté à son enterrement de vie de garçon pour avoir enfreint une loi rarement appliquée "se faire passer pour un citoyen américain" en passant par la frontière mexicaine. Au palais de justice de San Diego où se tient le procès, un avocat invite Jane à dîner et l'embrasse, mais il veut vraiment la seconder dans son affaire.
Kim a un petit garçon tandis qu'au même moment Stacy est inséminée artificiellement dans le même hôpital. Jane avoue son amour pour Grayson à Stacy et cette dernière lui conseille de le lui dire maintenant. Mais Jane arrive trop tard et voit Grayson embrasser Nicole.

### Épisode 9:In terrorem
- États-Unis : 6 octobre 2013[9]
- France :
  - 26 janvier 2014 sur Téva
  - 3 février 2014 sur M6

- États-Unis : 1,44 million de téléspectateurs[20]

- Jason Kennedy (Angel)
- Douglas Smith  (Kieran)
- Annie Ilonzeh (Nicole Hamill)
- Meredith Monroe (Violet)
- Rhoda Griffis (Paula Dewey)
- Sharon Garrison (Juge Amelia Sanders)
- Victor McCay (Juge Halloran)

### Épisode 10:Sex therapy
- États-Unis : 13 octobre 2013
- France :
  - 26 janvier 2014 sur Téva
  - 4 février 2014 sur M6

- États-Unis : 1,561 million de téléspectateurs[21]

- Illeana Douglas (Dr. Reza)
- David Alpay (Frank Neubauer)
- Elizabeth Bond (Bev Globerman)
- Todd Terry (Bob Globerman)
- Josh Ventura (Richard McMann)
- Lisa Goldstein Kirsch (Rachel McMann)
- Stacy Stas Hurst (Hannah Walton)
- Wilbur Fitzgerald (Juge Graphia)

### Épisode 11:Contrat d'amour
- États-Unis : 20 octobre 2013
- France :
  - 2 février 2014 sur Téva
  - 5 février 2014 sur M6

- États-Unis : 1,769 million de téléspectateurs[22]

- Richard Kind (Marty Frumm)
- Alexandra Holden (Becca Holt)
- Lindsay Pearce (Ashley)
- Annie Ilonzeh (Nicole Hamill)
- Gregory Alan Williams (Juge Warren Libby)
- Marcus Lyle Brown (Procureur Paul Saginaw)
- John Gabriel (Theo)
- Cory Hart (Neal Sherwin)

### Épisode 12:Affaire de mœurs
- États-Unis : 27 octobre 2013
- France :
  - 2 février 2014 sur Téva
  - 6 février 2014 sur M6

- États-Unis : 1,8 million de téléspectateurs[23]

- Sharon Lawrence (Bobbie Dobkins)
- Steve Kazee (Dustin Wycott)
- Annie Ilonzeh (Nicole Hamill)
- Jaleel White (Bob)
- Marcus Lyle Brown (Procureur Paul Saginaw)
- Charlene Amoia (Lonna Wycott)
- Victor McCay (Juge Halloran)

### Épisode 13:Bas les masques
- États-Unis : 3 novembre 2013
- France :
  - 2 février 2014 sur Téva
  - 7 février 2014 sur M6

- États-Unis : 1,781 million de téléspectateurs[24]

- Nancy Grace (Elle-même)
- Faith Prince (Elaine Bingum)
- Peri Gilpin (Miss Ortiz)
- Rebecca Mader (Maîtresse Robin)
- Natalie Hall (Britney)
- Nico Evers-Swindell (Zack Trent)
- Doug Savant (Jakob Yordy)